# Radio España Independiente
Radio España Independiente denominada también como La Pirenaica, fue una emisora creada por el Partido Comunista de España como una vía de información y propaganda hacia el interior, de un partido político que al igual que todos los demás, salvo la FET y de las JONS, estaba ilegalizado en la España franquista.
«La Pirenaica» fue la más importante en su momento entre las emisoras «clandestinas», las cuales, a diferencia de las emisoras de radio oficiales que transmiten en diversos idiomas para el exterior, no hacen público desde qué punto o país emiten. 
Esta emisora se crea a instancias de Dolores Ibárruri, Pasionaria y comienza a emitir desde Moscú el 22 de julio de 1941. El apelativo de estación pirenaica se utiliza para eliminar la sensación de lejanía que podía significar para los oyentes de España el hecho de estar en Moscú.
Fue la principal información radiofónica en oposición al régimen de Franco y su propaganda, tras el decreto que otorgaba el monopolio de los informativos a Radio Nacional de España. Por tanto, el simple hecho de atreverse a sintonizarla ya era un gesto de oposición al franquismo. Además de REI, las emisiones de emisoras oficiales, en castellano, de otros países de Europa, como la Radiodifusión Francesa, la BBC o Radio Moscú, eran otro medio para que los oyentes se «saltaran la barrera» del monopolio de RNE y así acceder así a información de carácter plural y libre. 
Durante la Segunda Guerra Mundial, después del ataque alemán a la Unión Soviética y ante la proximidad de las tropas nazis a Moscú, la sede de Radio España Independiente se traslada a la ciudad de Ufá, en la República Autónoma de Baskiria.
El 5 de enero de 1955, por razones no del todo explicadas, pero que podrían estar relacionadas con la presencia de la Unión Soviética en la ONU o con un reparto de las actividades entre sus países aliados, la emisora se traslada al que sería su emplazamiento definitivo, la capital de Rumanía, Bucarest (sede en Șos. Kiseleff 3, en un pequeño edificio de ladrillo situado en el lateral izquierdo del Museo del Campesino).
A partir de 1960 se la dota de mejores medios técnicos para ampliar su cobertura y neutralizar las interferencias causadas por las autoridades franquistas. Es en esta época cuando se comienzan a utilizar técnicas como la grabación en cinta de los programas y su emisión a ciertas horas y en ciertas frecuencias que podían ir variando, (denominadas por REI como «ondas volantes») y así evitar a los emisores que, desde el interior de España, interferían con ruido en sus frecuencias fijas.

## La historia de la REI
Para escribir la historia de Radio España Independiente (REI) con un mínimo de objetividad es imprescindible trabajar a fondo con los archivos del PCE y, sobre todo, de la propia emisora. En este archivo se encuentran las 108.000 emisiones que cubren, sin interrupción, todos los días que van del 22 de julio de 1941 al 14 de julio de 1977. Es un material, reunido en tres mil tomos, elaborado, preparado y aderezado para la propaganda, tal y como salió al éter en su día. Pero, además de esta enorme cantidad de emisiones, existe buena parte de la materia prima que sirvió para su realización: Los miles de cartas que enviaban los españoles desde el país o desde el extranjero, las informaciones del partido de las que se seleccionaba todo aquello que se podía utilizar como información o propaganda, las noticias de agencia, recortes de periódico y escuchas de distintas radios... Hay también una importante hemeroteca con periódicos y publicaciones clandestinas: Mundo Obrero, Treball, Nuestras Ideas, Nous Horitzons, Realidad... así como numerosos boletines locales, sindicales, octavillas, panfletos del PC, de otras fuerzas de oposición o simplemente debidos a la iniciativa más o menos espontánea de un grupo de vecinos, estudiantes, obreros o campesinos, y en los que se denunciaban arbitrariedades muy concretas en tal o cual aldea o empresa, o se llamaba a acciones también muy concretas. A todo este material escrito hay que añadir algunos programas de especial interés que se conservan grabados, así como alocuciones de Dolores Ibarruri, Santiago Carrillo, Gregorio López Raimundo, Irene Lewy Rodríguez (Irene Falcón y otros dirigentes comunistas, entrevistas con personalidades muy diversas del mundo intelectual desde Rafael Alberti a Joan Manuel Serrat o desde Angela Davis a Mikis Theodorakis y, finalmente, reportajes en directo realizados tanto en España como entre los emigrantes españoles que trabajaban en toda Europa y que fueron siempre oyentes asiduos de la Pirenaica.
Existieron (al menos desde los principios de los 70) grabaciones de sus emisiones captadas desde Burgos (como zona más libre de interferencias), y que eran diariamente mecanografiadas y enviada copia tanto a las cabeceras militares como a los ministerios de Gobernación y de Información y Turismo. (Es de suponer que estén en los archivos de esos organismos). Aunque la grabación recogida de Radio España Independiente era la de más espacio ocupado, se adjuntaban también algunas emisiones captadas de «Radio Euskadi, la Voz de la Resistencia Vasca», que emitía con escasa potencia desde Venezuela. El cuadernillo diario se completaba con las informaciones referentes a España en los boletines de noticias de emisoras extranjeras en castellano, y de las informaciones mundiales difundidas por radioteletipo. 
En los últimos años del régimen de Franco, las condiciones de apertura política que siguieron a la ley de Fraga permitían una mayor libertad de expresión de la prensa dentro de España, con lo cual la crítica política dejó de ser exclusiva del ámbito radiofónico. Al mismo tiempo, el enfrentamiento político desde Bucarest hacia el bloque comunista de Moscú, sobre todo desde la invasión de Checoslovaquia en 1968, y los cambios en el propio PCE aliándose con otros movimientos de oposición en el interior en la llamada «Junta Democrática», propiciaron que, en sus últimos años, el contenido de las emisiones de «La Pirenaica» no tuviera el mismo aspecto de exclusividad comunista sino que enfatizaba más en conceptos como «reconciliación nacional». La muerte de Franco significó el reforzamiento de esta tendencia y se adaptó a la nueva situación bajo la monarquía constitucional, según las decisiones que desde su vuelta a España tomaba el Partido Comunista de Santiago Carrillo.
El 14 de julio de 1977, con la llegada de la democracia en España, la Pirenaica emite su último programa desde Madrid, retransmitiendo la primera sesión de las Cortes que habían de elaborar la Constitución de 1978.